# Cinture reali di Corea

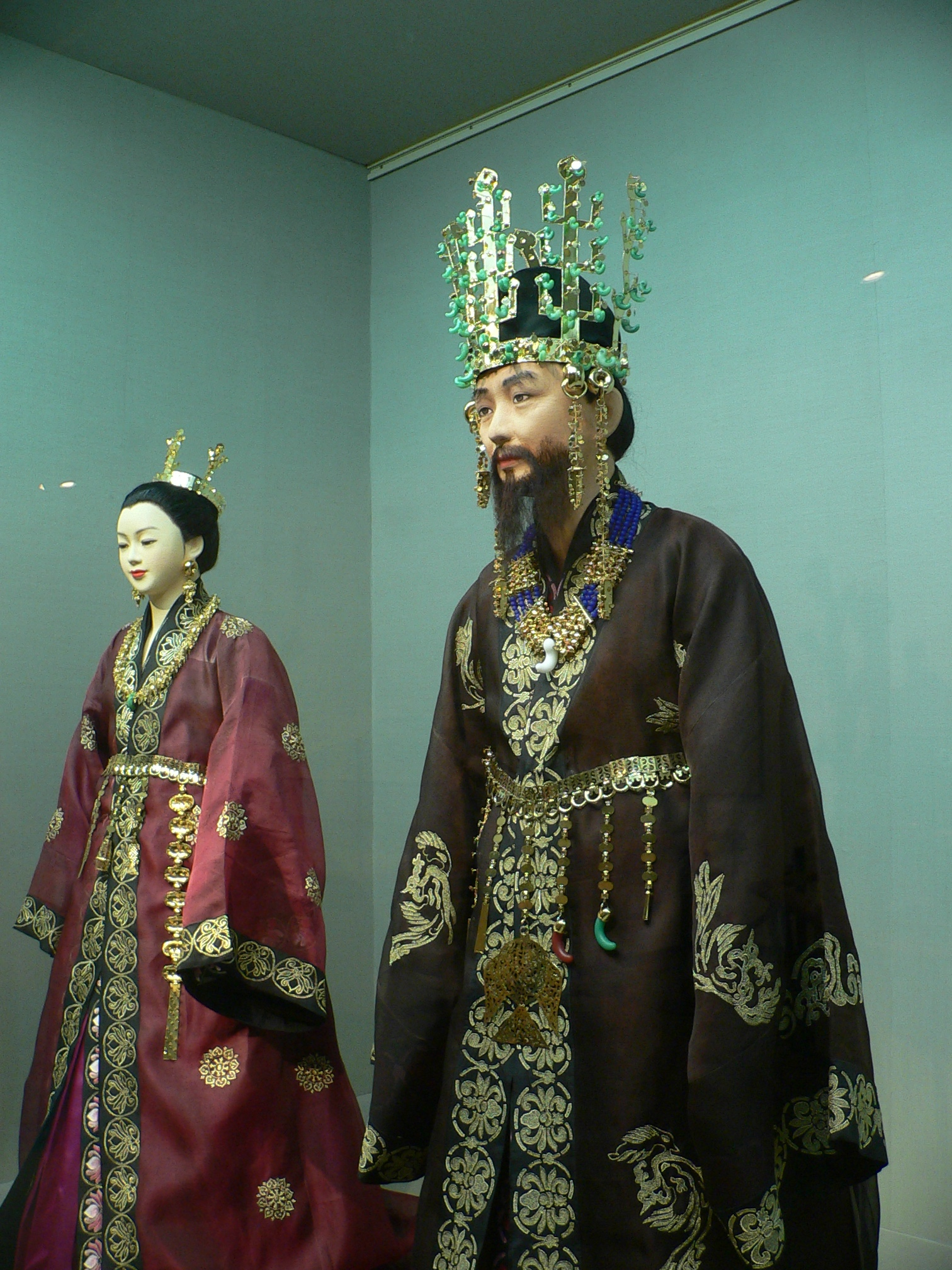
Ricostruzione dell'abbigliamento dei sovrani coreani con le cinture d'oro ai fianchi.

Numerose sono le cinture d'oro di Corea che sono emerse durante gli scavi archeologici e sono principalmente oggetti posseduti dai sovrani dei vari regni coreani, anche se alcune cinture minori furono indossate da ufficiali del governo. Le cinture sono state ritrovate nelle tombe appartenenti a re, regine e ai nobili sia del regno di Silla che del regno Baekje.
Tutte le cinture reali seguono un preciso schema, ovvero sono costituite da placche di oro puro unite le une alle altre e adornate da alcuni ciondoli, come i gogok. Le cinture minori, invece, si possono riconoscere in quanto più piccole, costituite da materiali minori e con colori diversi da quelle reali. La tradizione di indossare questo tipo di cinture potrebbe essere di origine cinese.

## Tesoro nazionale n° 88

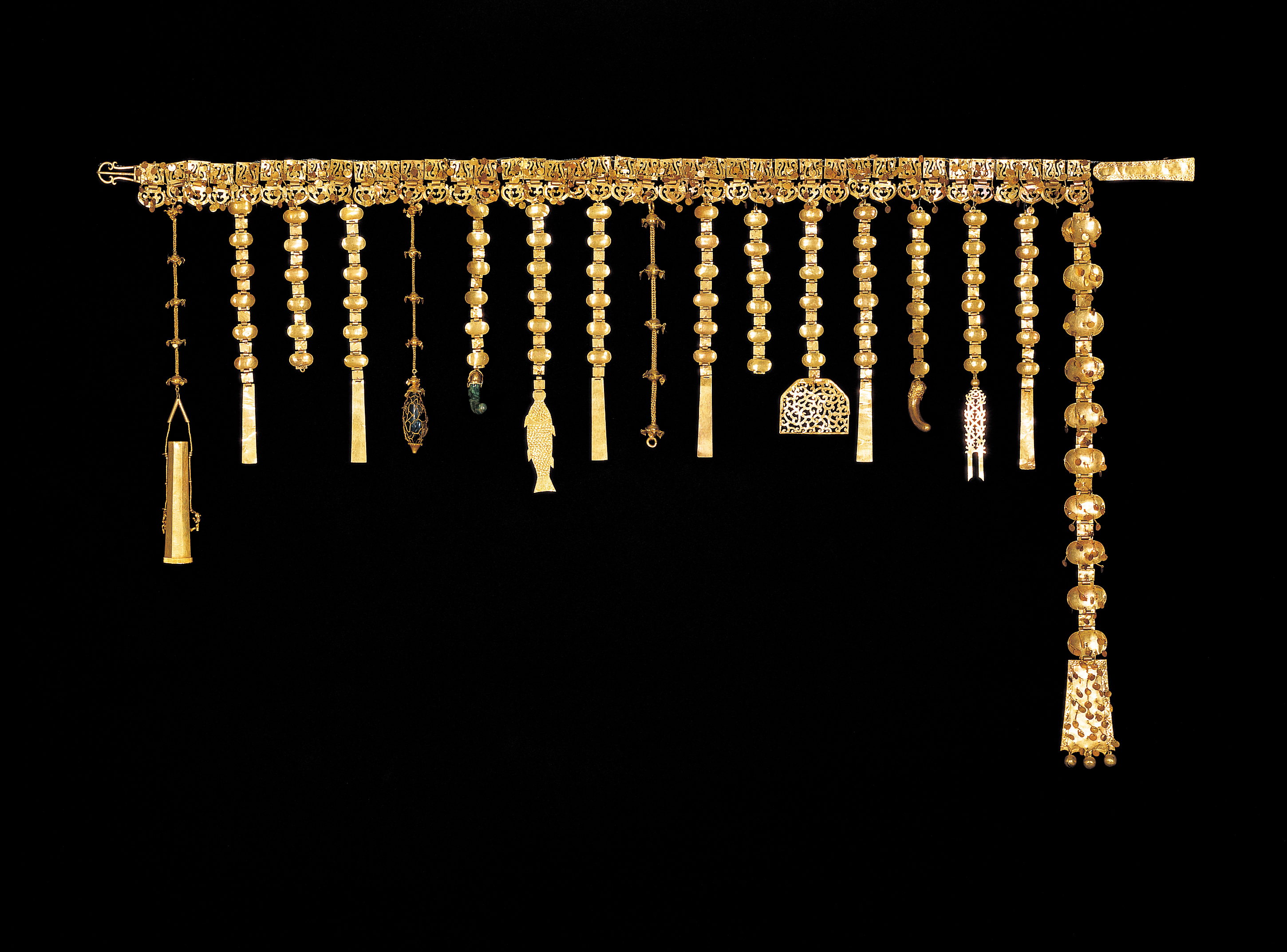
La cintura d'oro eletta a tesoro nazionale n° 88.

La cintura con pendenti di Geumgwanchong (in hangŭl: 금제과대; in hanja: 金製과帶) è stata trovata nella tomba della corona d'oro ed è di provenienza Silla. Designata come 88° tesoro nazionale il 20 dicembre 1962, attualmente è conservata nel museo nazionale di Gyeongju.
La cintura consiste in 39 placche d'oro puro, un tempo attaccate ad un cinturino in tessuto, che misura 109 centimetri. Ad essa venivano appesi degli ornamenti che terminavano con dei pendagli a cui era attribuito un particolare valore simbolico.

## Tesoro nazionale n° 190
La cintura con pendenti di Cheonmachong (in hangŭl: 천마총금제과대; in hanja: 天馬塚金製과帶) è stata ritrovata nella tomba del Cavallo Celeste ed è di provenienza Silla. Designata come 190° tesoro nazionale il 7 dicembre 1978, attualmente è conservata nel museo nazionale di Gyeongju.
La cintura è costituita da 44 rettangoli in oro e misura 125 centimetri di lunghezza. Anelli in pelle o metallo erano inseriti così da collegare la cintura ad un cinturino in tessuto. Appesa alla cintura ci sono numerosi pendagli, i quali avevano un significato che tuttora non è ben chiaro. Gli ornamenti, comunque, sarebbero di origine cinese, come vuole la tradizione della formalità perpetrata dal libro Yegi. I pendagli di una parte della cintura includono un gogok in giada, un piccolo coltello, un contenitore per medicine, una cote, una pietra focaia e delle pinze, tutti oggetti che richiamavano un antico rito basato sulla tradizione cinese. Dall'altro lato, invece, si possono trovare dei pendagli a forma di strumenti in osso messi sui pollici da utilizzare con l'arco, uno strumento utilizzato per tendere la corda dell'arco e una coppa. Sempre appeso alla cintura c'è uno yopae, ovvero una corda a cui erano attaccati tredici placche d'oro a forma di ellissi e quadrati.

## Tesoro nazionale n° 192
Questa cintura con pendenti (in hangŭl: 금제과대; in hanja: 金製과帶) è stata ritrovata nella tomba del tumulo settentrionale del sito del Tumulo 98 ed è di provenienza Silla. Designata come 192° tesoro nazionale il 7 dicembre 1978, attualmente è conservata presso il museo nazionale della Corea di Seul.
Questa cintura è lunga 120 centimetri ed è costituita da 28 rettangoli di oro puro collegati uno all'altro. Come il tesoro nazionale n° 190, anche questa cintura presenta da un lato numerosi pendagli come dei gogok in giada e altri a forma di coltello, di contenitore per medicine, di cote, di pietra focaia e di pinze. Tutti questi oggetti erano necessari a per il rispetto della tradizione di onorare gli avi secondo lo Yegi, il libro dei rituali. Dall'altro lato, proprio come la cintura di Cheonmachong sono presenti dei pendagli a forma di gyeol, lo strumento in osso messo sui pollici con l'arco, a forma di gwan, lo strumento utilizzato per tendere la corda dell'arco, e a forma di coppa. Anche questa cintura è stata ritrovata con un yopae.
Questa cintura potrebbe essere stata di una regina della dinastia Silla, in quanto nella tomba in cui è stata ritrovata c'è una placca che indica che la cintura era stata creata per una donna. Nessuna delle regine conosciute della dinastia, comunque, vede corrisponde la data di morte con quella indicata sulla tomba. Per questo motivo numerosi sono i dibattiti per riuscire a svelare chi sia stato sepolto in quel tumulo.

## Tesoro n° 629
Questa cintura minore con pendenti è stata ritrovata nella tomba del tumulo meridionale del sito del Tumulo 98 ed è di provenienza Silla. Designata come 629° tesoro il 7 dicembre 1978 attualmente è conservata presso il museo nazionale della Corea di Seul.
La cintura misura un totale di 99 centimetri di lunghezza e come altre cinture coreane è fatta con placche quadrate di oro. Sulla cintura si possono osservare delle incisioni e 34 ornamenti a forma di foglia, mentre si trovano solo sette ciondoli. Sei di questi, tra cui uno a forma di pesce e dei gogok, sono appesi vicino alla cintura stesse, mentre l'altro è un yopae. Alle due estremità presenta, inoltre, dei ganci che la rendono particolare rispetto alle altre ritrovate. Per via della minore ricchezza rispetto a quella ritrovata nello stesso sito di tumuli, si pensa che questa cintura sia appartenuta ad un ufficiale e non ad un sovrano ne ad una regina.